# Dacnis nigripes
Dacnis nigripes là một loài chim trong họ Thraupidae.